# Piracicaba
Piracicaba è un comune del Brasile nello Stato di San Paolo, parte della mesoregione di Piracicaba e della microregione omonima. Situata presso l'omonimo fiume (affluente più lungo del Fiume Tietê), la città per un tempo è stata la quarta maggiore città dello Stato di San Paolo (dopo San Paolo, Santos e Taubaté) e la maggiore città caipira (caipira è un termine che corrisponde più o meno al termine red neck negli Stati Uniti d'America o contadino in Italia) ed è proprio in questa città che si è sviluppato il dialetto caipira. Nonostante oggi la città non sia più la più grande città dell'entroterra paulista, è ancora conosciuta come la capitale della cultura e del dialetto caipira.

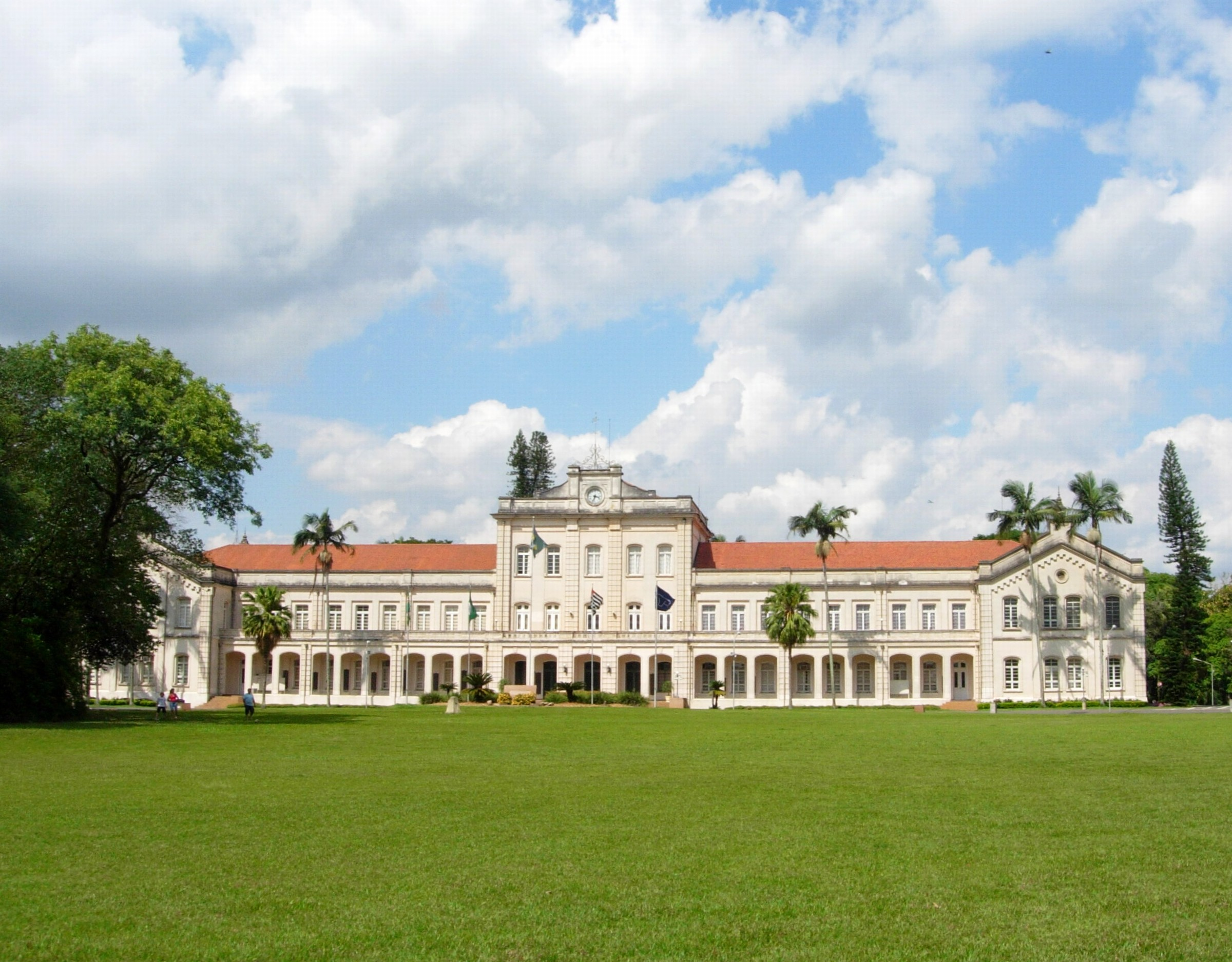
Sede centrale dell'Università fondata nel 1901 (ESALQ-USP)

## Geografia
Piracicaba sorge lungo le rive del fiume omonimo, a 157 km a nord-ovest di San Paolo.

## Etimologia
Il toponimo deriva da una parola in lingua tupi che significa "luogo dove si ferma il pesce", ed è formato dall'unione dei termini pirá ("pesce"), syk ("fermarsi") e aba ("luogo"). Il nome si riferisce alle cascate del fiume Piracicaba, che taglia in due la città, che è un punto in cui i "piracema" - pesci che risalgono la corrente per riprodursi - si fermano.

## Storia
Nel 1766, Antonio Correa Barbosa, incaricato di fondare un insediamento sull'estuario del fiume Piracicaba, scelse di stabilirsi in una località a circa 90 chilometri da esso. L'insediamento fu ufficialmente fondato il 1º agosto 1767, come povoação subordinata alla vila di Itu. Nel 1784 Piracicaba si separò da Itu, diventando così una freguesia.
Nel 1821 la freguesia fu promossa a vila, nota come Vila Nova da Constituição. Nel 1856, Vila Nova da Constituição fu promossa a città e nel 1877 fu ufficialmente chiamata "Piracicaba", a seguito di una legge dell'allora consigliere e futuro presidente brasiliano Prudente de Morais.
Durante il diciannovesimo secolo, l'agricoltura si sviluppò nel comune, con enfasi sulla coltivazione della canna da zucchero e del caffè. Tuttavia, anche nella prima metà del XX secolo, la città cadde in rovina. Con la fine del ciclo del caffè e il costante calo dei prezzi dello zucchero, l'economia di Piracicaba ha ristagnato. Questo è stato invertito dall'inizio della sua industrializzazione. La città divenne una delle prime ad essere industrializzata nel paese, con l'apertura di stabilimenti produttivi legati al settore metalmeccanico e attrezzature per la produzione di zucchero. Questa attività ampliato dal 1970 al settore dello zucchero e alcool, con la creazione del programma Pro-Alcohol, finalizzata alla produzione di alcool idrato per uso automobilistico a causa della crisi petrolifera mondiale nel 1973. Ciò ha contribuito in modo significativo alla crescita industriale. Nel corso dei decenni successivi la città diventa uno dei principali centri industriali della regione, oltre ad avere diverse università, come ad esempio la Facoltà di Agraria di Luiz de Queiroz (ESALQ), appartenente alla Università di São Paulo (USP) e la Facoltà di Odontoiatria di Piracicaba, appartenente alla Università statale di Campinas (Unicamp), entrambe queste istituzioni di eccellenza internazionale e leader nell'insegnamento e nella ricerca in America Latina.
Oltre all'importanza economica, Piracicaba è ancora un importante centro culturale della sua regione. I quartieri di Santa Olimpia (fondata da Trentino Tyroleses) e Santana, di immigrati italiani. Il Tupi Forest Garden e l'Artemis Spa sono grandi aree di tutela ambientale, mentre i parchi situati sulle rive del fiume Piracicaba sono importanti punti di visita situati nell'area urbana. Oltre ai progetti e agli eventi culturali organizzati dal Segretariato per l'Azione Culturale della Prefettura di Piracicaba (SEMAC), l'organismo responsabile della progettazione della vita culturale di Piracicaba. Il Salone Internazionale di Umorismo di Piracicaba, per esempio, è considerato uno dei più importanti eventi di umorismo grafico, che si tiene ogni anno a Mill centrale, un ex piantagione di canna da zucchero che è stata dichiarata patrimonio storico e culturale, che serve oggi come un centro culturale, artistico e ricreativo. La città ha anche la Scuola di Musica di Piracicaba (EMPEM), un'orchestra sinfonica municipale e due teatri municipali.

## Comunità Tirolese

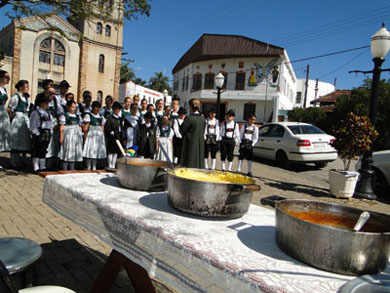
Festa della polenta nella comunità tirolese di Santa Olimpia

A Piracicaba si trova la maggiore e più importante comunità trentina dello Stato di San Paolo (Colonia Tirolesa), nei quartieri rurali di Santana e Santa Olimpia, fondati nel 1892 da contadini oriundi di Romagnano, Sardagna e Cortesano (cognomi Stenico, Brunelli, Correr, Degasperi, Forti, Mosna, Vitti, Christofoletti, Pompermayer). Il dialetto trentino (cosiddetto dialèt tirolés) è ancora parlato tra i discendenti e conserva tracce dell'antica parlata della Valle dell'Adige in Trentino. Ogni anno venne realizzata la Festa da Polenta per celebrare l'emigrazione tirolese (circa 15.000 visitatori).

## Religione
Il Cristianesimo è presente nel comune come segue:

### Cattolicesimo
La città è sede della diocesi di Piracicaba, istituita nel 1944 e suffraganea dell'arcidiocesi di Campinas.

### Protestantesimo
In città sono presenti le credenze evangeliche più diverse, principalmente pentecostali, compresa la Chiesa Assemblee di Dio brasiliana (la più grande chiesa evangelica del paese), Chiesa Congregazione cristiana nel Brasile, tra gli altri. Queste denominazioni crescono sempre di più in tutto il Brasile.

## Sport
Le principali società sportive locali sono il XV de Novembro e il Bandeirante.